# Cadillac Cyclone
Der Cadillac Cyclone war ein Konzeptfahrzeug, das die Cadillac-Division von General Motors 1959 herstellte. Es kam nie zu einer Serienfertigung.
Der Cyclone war eines der letzten Fahrzeuge, das GMs legendärerem Designer Harley Earl entworfen hatte, und diente als Testobjekt für futuristisches Design und zukunftsweisende Technologie. Sein Fahrgestell hatte einen Radstand von 2642 mm und er war mit einem vorne eingebauten V8-Motor mit 6391 cm³ Hubraum, einem Automatikgetriebe an der Hinterachse und Einzelradaufhängung rundum ausgestattet. Er war das einzige Auto, bei dem der Auspuff direkt vor den Vorderrädern endete. Er besaß ein Aufprallverhinderungssystem, dessen Radarsensoren in den beiden „Nasenspitzen“ an der Fahrzeugfront untergebracht wurden.
Von allen Designdetails des Cyclone war die Glaskuppel über dem Passagierraum das auffälligste. Sie war mit Silber beschichtet, um die UV-Strahlung abzuhalten und öffnete automatisch mit den elektrisch betätigten Schiebetüren. Die Glaskuppel konnte auch ganz abgenommen und im Kofferraum auf einem speziellen Luftsack transportiert werden.
Die Konstruktion des Cyclone war deutlich von der Luft- und Raumfahrt der 1950er-Jahre beeinflusst.